# 加拉太書
《加拉太书》或譯《迦拉達書》（希臘語：ΠΡΟΣ ΓΑΛΑΤΑΣ），是新約聖經全书中的第9卷書。為使徒保罗写给加拉太早期基督徒社群的一封信。學者們認為此地點可能是安那托利亞南部的加拉太行省，或是加拉太人（凱爾特人的一支）所認為的安那托利亞中部。保罗在这封信裡主要關注的議題是這些公元一世紀的外邦基督徒（非猶太人的信徒），是否要遵守摩西律法。保羅認為這些初代加拉太信徒不需要遵守摩西律法的規條，尤其是割禮，在基督啟示的光照下將這些規條處境化。加拉太書對基督教歷史、基督教神學的發展，以及對使徒保羅的研究都有相當巨大的影響。
《加拉太书》主題：基督頂替律法，與宗教、傳統相對。

## 成書
學術上目前發現最早的加拉太書完整抄本來自徹斯·貝蒂蒲草紙抄本第2號，年代約在原稿成書後150年的公元200年左右。這份抄本的一些部分已經毀損，導致一些原文佚失，但透過檔案重建、手抄發展和文本鑑別的研究，學者們已經相當確定幾處的錯誤和變化，並推測出最初原稿可能的內容。
一些學者推測此書成書的年代為公元50-60年，其他學者則認為成書時間應該在公元40年代晚期至50年代早期。

### 作者
聖經學者一致認為加拉太書為使徒保羅所著，主要論據包括此書的風格和主題，與保羅作品的核心書信都是共有的。此外，保羅在本書可能也描述了耶路撒冷大會的情形。若真如此，這提供了使徒行傳15章2-19節所記載的耶路撒冷大會另一個觀點。
這封信主要爭論外邦人應如何皈依基督教，表明這封信是在教會歷史上非常早期的階段，當時大多基督徒仍是猶太人或由猶太教改信（歷史學家稱之為猶太基督教）。另一個這封信屬於早期的指標，則是信中沒有任何大型已發展基督教社群組織存在的跡象。這使得成書年代可以向前推到保羅自身的年代。

### 背景
公元49年，保羅和西拉開始保羅的第二次海外傳道旅程。他們途經加拉太的區域，結果「各會眾信心越發堅固，人數天天加增」。可是，接踵而至的是假導師──猶太派的基督徒。他們説服加拉太各會眾的一些信徒，相信受割禮和謹守摩西律法是真正基督教所定的必需條件。與此同時，保羅在行程當中經過每西亞，進入馬其頓和希臘，最後抵達哥林多。在那兒，保羅花了18個月有多的時間和弟兄共處。後來，他在公元52年離開哥林多，取道以弗所往叙利亞的安提阿去。因此，保羅在同一年已回到他的基地安提阿。

### 写作地点
保罗一聽聞猶太基督徒的活動，就馬上寫這封信。寫信的地方可能是哥林多、以弗所或叙利亞的安提阿。
公元50–52年，保羅在哥林多逗留了18個月，這封信很可能是在當時寫成的，因為消息有充分時間從加拉太傳到保羅那裏。以弗所則不大可能是保羅寫成加拉太書的地點，因為保羅在回程時只在當地稍作逗留。然而，此後他在自己的基地叙利亞的安提阿“住了些日子”，當時大约是公元52年的夏季。由於這城和小亞細亞之間的交通便捷，保羅也可能在這個時候於叙利亞的安提阿收到有關猶太派基督徒的報告而致信加拉太人。

### 写作对象
保羅在加拉太書1章2節表示他的書信是寫給加拉太各會眾的。可能這包括彼西底的安提阿、以哥念、路司得、特庇等地的會眾。這些地方位於不同的區域，但全都屬於加拉太這羅馬行省。使徒行傳第13、14章提及保羅和巴拿巴在第一次海外傳道旅程途中經過這個地區，結果建立了加拉太的各會眾。這些會眾由猶太人和非猶太人組成，無疑也包括凱爾特人或高盧人在內。保羅在公元46年左右探訪耶路撒冷之後不久，這些會眾就成立了。

#### 写作对象的争议
“加拉太”這名稱在保羅時代有兩個意思，一個是指小亞細亞北部高盧人居住的加拉太地區，一個則指較廣大的羅馬帝國的加拉太行省，包括南部的呂高尼，弗呂家區域。根據使徒行傳的記載，保羅第一次旅行佈道時，曾到訪加拉太省上述南部的地方 （如特庇（Derbe），路司得 （Lystra），以哥念等城市，並設立教會 （参见使徒行传13:14–14:23）。至於北部加拉太地區，則可能待保羅第二或第三次旅行佈道時，才聽聞福音 （見徒16:6；18:23；19:1）。
由於“加拉太”有此狹義與廣義的用法，學者對“加拉太書”讀者的身份與寫作時期同樣保有兩種不同的看法。鑒於本書所論問題與使徒行傳十五章所載耶路撒冷會議的主題相同，卻無提及該會議的決定，並顯示彼得與巴拿巴對猶太律法仍猶豫不決（2:11-13），此信很可能是寫於耶路撒冷公開大會（主後49年）之前，亦即寫給保羅第一次旅行佈道所建立的加拉太省南區的教會。如此本書可能是保羅書信最早的一卷。
當時加拉太教會受到猶太人的假先知之攪擾，要引誘他們隨從别的福音（1:6），並且否認保羅的權柄，因此除了駁斥猶太派的錯誤，為其使徒的權柄辯護更重要者是說明“因信稱義”的福音真理。

## 正典地位
现有证据可以证明加拉太书在圣经中的正典地位。
- 伊里奈烏斯、亞歷山大的革利免、特土良和俄利根均曾在他們的著作中指名提及加拉太書。
- 下列各重要聖經手抄本都包括加拉太書在內：

1. 西奈抄本、
2. 亞歷山大抄本、
3. 梵蒂岡抄本第1209號、
4. 厄弗冷叙利亞重疊册式抄本、
5. 伯撒册式抄本、
6. 徹斯·貝蒂蒲草紙抄本第2號。

- 加拉太書與希臘文聖經的其他部分及希伯來文聖經都完全協調一致，加拉太書也常常引用希伯來文聖經。

## 主題概述
1世纪的教會面對一個問題，即基督徒是否仍應遵守摩西律法。有一些猶太基督徒認為人得救除了相信基督，還必須遵守摩西律法，行割禮（使徒行传15:1），唯有這樣才能成為亞伯拉罕的後裔，有份於上帝對猶太人的應許（3:7–4:7）。顯然當時一些持這種看法的人也來到加拉太教會，堅稱保羅的福音雖得自耶路撒冷使徒，卻是殘缺的，漏掉了行法律，受割禮的要求。保羅在本書極力證明自己所傳的福音是出自基督的啟示，他的職份也為耶路撒冷使徒所認許。其次。福音是出於應許，不是本乎律法；人得救是因着信，不是因行律法。
信中描述保羅“作使徒⋯⋯不是由於人，也不是藉着人，乃是藉着耶穌基督，與⋯⋯父上帝”。這封信也透露保羅生平和使徒職分的許多事實，證明他曾以使徒的身分與耶路撒冷的眾使徒和衷共事，甚至行使過使徒的權柄去糾正另一個使徒──彼得。
保羅寫給加拉太的各會眾的信强而有力，一針見血。他在信中證明他是真使徒（猶太派基督徒試圖使人懷疑這件事實），並且稱義是憑着對基督耶穌懷具信心，不是憑着遵行律法，故此基督徒不必受割禮。
雖然保羅習慣用秘書寫下他的書信，他卻自己親手寫大字給加拉太人。這封信的內容對保羅和加拉太人都極為重要。它强調真正基督徒理應體會他們通過耶穌基督而得享的自由。

## 主要内容

### 保羅為自己的使徒職分辯護
（覆盖加拉太書1章1節至2章14節）問候了加拉太的各會眾後，保羅奇怪他們竟然這麼快便離開真理，轉而信從另一種好消息。他堅決宣布：“無論是我們，是天上來的使者，若傳福音給你們，與我們所傳給你們的不同，他就應當被咒詛。”保羅所宣布的好消息不是屬人的，也不是人教導他的，“乃是從耶穌基督啟示來的”。從前保羅一度熱心擁護猶太教，逼迫上帝的會眾，但後來上帝藉他的非配得仁慈呼召保羅，要保羅把他愛子的好消息向列國宣揚。歸信了三年之後，保羅才上耶路撒冷。在使徒之中，他只見過彼得和主的弟弟雅各。雖然猶太的各會眾聽聞過保羅的事，並且因他而“歸榮耀給上帝”，他們卻沒有和保羅見過面。
十四年之後，保羅再次上耶路撒冷，私下解釋他所傳講的好消息。保羅的同伴提多雖然是個希臘人，他們卻沒有要提多受割禮。雅各、彼得、約翰看見主委託保羅傳好消息給未受割禮的人（正如彼得受託傳好消息給受過割禮的人），他們就向保羅和巴拿巴伸出表示通力合作的右手，叫保羅和巴拿巴往列國的人那裏去，他們自己則往受過割禮的人那裏去。後來彼得來到安提阿，由於懼怕受過割禮的人，以致沒有正確行事，“與福音的真理不合”，保羅就當眾責備他。（加拉太书2:14）

### 稱義是憑着信心，不是因行律法
（覆盖加拉太书2章15節至3章29節）保羅指出，我們猶太人都知道，“人稱義不是因行律法，乃是因信耶穌基督。”如今他活在與基督的合一之中，並且因信而活，為要遵行上帝的旨意。“義若是藉着律法得的，基督就是徒然死了。”
既然加拉太人因信受聖靈所膏而開始事奉上帝，難道他們真的這樣無知，竟相信自己能藉着行律法而貫徹始終嗎？只有懷着信心聽從好消息才真的有用，正如“亞伯拉罕信上帝，這就算為他的義。”現在根據上帝的應許，“那以信為本的人和有信心的亞伯拉罕一同得福。”由於基督死在十字架上，他們已獲得釋放而不再受律法所咒詛。基督是亞伯拉罕的種子，430年以後所制定的律法並沒有把關乎種子的應許廢掉。既然這樣，律法有什麼目的呢？“律法是我們监护老师，引我們到基督那裏，使我們因信稱義。”如今我們卻不再在监护老师手下，猶太人和希臘人也不再有任何區分，因為在基督耶穌裏，所有人都已合而為一，“是亞伯拉罕的後裔，是照着應許承受產業的了”。

### 要在基督的自由裏站穩腳步
（覆盖加拉太书4章1節至6章18節）上帝差祂的兒子來釋放那些在律法之下的人，叫他們“得着兒子的名分”。（加拉太书4:5）既然如此，為什麼還要回頭，再次成為那軟弱貧乏的初步事物的奴隸呢？現在加拉太的基督徒仍謹守日子、月份、節期、年份，因此保羅恐怕自己在他們身上白費了工夫。保羅第一次探訪加拉太人時，他們接待保羅，像接待上帝的天使一樣。難道如今保羅把真理告訴他們，就成了他們的敵人嗎？讓那些想在律法之下的人聽聽律法怎樣説好了：亞伯拉罕藉兩個婦人得了兩個兒子。其中一個婦人，使女夏甲，相當於屬肉體的以色列國，藉着摩西律法之約受耶和華所約束。在這律法之約下所生的兒女都是為奴的。然而，另一個婦人，自主的撒拉，卻相當於在上的耶路撒冷，保羅説她是自由的，也是我們的母親。保羅問道：“經上是怎麼説的呢？”聖經説：“使女的兒子不可與自主婦人的兒子一同承受產業。”故此“我們不是使女的兒女，乃是自由婦人的兒女了”。
保羅指出，受割禮或不受割禮都沒有關係，然而藉着愛而實行出來的信心卻真正重要。全部律法的目的都由一句話達成了：“愛人如己”。要繼續憑着聖靈行事，因為“你們若被聖靈引導，就不在律法以下”。至於屬肉體的行為，保羅預先提出警告：“行這樣事的人必不能承受上帝的國”。與此截然不同的是，聖靈的果子是沒有律法禁止的；他補充説：“我們若是靠聖靈得生，就當靠聖靈行事”，並且除掉自我中心的態度和嫉妒猜忌。
倘若有人一時不察而行差踏錯，那些具備屬靈資格的人就必須試“用温柔的心”幫助他復原。基督徒若彼此分擔重擔，就成全了基督的律法；可是，各人要負起自己的擔子，證明自己的作為怎樣。人種什麼，就收什麼，或從肉體收敗壞，或從聖靈收永生。那些要加拉太人受割禮的人不過是想取悦世人，藉此避免受逼迫。受割禮不受割禮並不重要，要緊的是作新的受造物。凡照着這行為準則規規矩矩而行的人，即“上帝的以色列”，都會有和平、慈悲臨到他們身上。

## 基督新教觀點
保羅在致加拉太人的信中透露他怎樣從一個猛烈逼迫基督徒的人轉變為特派向外邦人傳道的使徒，隨時為了維護弟兄們的權益而奮鬥。保羅以身作則表明監督應當迅速處理難題，運用邏輯和聖經去駁倒錯誤的想法。
這封信對加拉太的會眾十分有益，因為信中清楚確立他們在基督裏所享的自由，並且證明歪曲好消息的人是不足信的。信中表明人憑着信心才能稱義，割禮已不再是人得救的必需條件了。除去肉體上的這種分别使猶太人和外邦人得以在一群會眾中團結起來。脱離律法並不是要讓人放縱肉體的私慾，因為以下的原則仍然生效：「你必須愛鄰人如同愛自己一般。」這仍然是今日基督徒的準則。（加拉太书5:14）
保羅的書信根據希伯來文聖經提出一些有力的比喻，幫助加拉太人明白教義上的許多要點。這封信在上帝感示之下闡明了以賽亞書54章1-6節的意義，指出耶和华的妻子便是“在上的耶路撒冷”。它解釋在這齣“象徵性的戲劇”中，夏甲和撒拉分别代表誰，並且表明承受上帝應許的乃是那些蒙基督釋放而獲得自由的人，不是那些繼續受律法所挾制的人。這封信清楚解釋律法的約並沒有廢掉亞伯拉罕的約，相反，它是附加在亞伯拉罕的約之上的。它也指出這兩個約訂立的時間相隔了430年，這對於聖經的年代計算十分重要。（上帝將這些事件的紀錄保全下來乃是要强化今日基督徒的信心。
最重要的是，加拉太書無可置疑地表明一切預言者所期待的王國種子是誰。“所應許的原是向亞伯拉罕和他子孫説的，⋯⋯就是基督。”因信基督耶穌而得以成為上帝兒子的人也被收納為這個種子。“你們既屬乎基督，就是亞伯拉罕的種子，是照着應許承受產業的了。”王國繼承者和那些與他們同勞的人都應當聽從加拉太書的優良勸告：“基督釋放了我們，叫我們得着这样的自由。所以要站立得穩。”“我們行善總不要放棄，如果不灰心鬆懈，到了時候就有收成。”「⋯⋯只要有機會，就該對所有人行善，對信徒就更該這樣，因為彼此親如一家。」
最後，那些耽於屬肉體行為的人受到有力的警告，他們必“不能承受上帝的國”。因此，所有人都應當撇棄一切世俗的污穢和爭競，竭力多結圣灵的果实，就是“仁愛、喜樂、和平、忍耐、恩慈、良善、信實、溫柔、節制”。

### 介绍
- Udo Schnelle, Einführung in das Neue Testament, Göttingen 5. durchges. Aufl. 2005 (ISBN 3-8252-1830-9)
- Hans Hübner: Galaterbrief. In: Theologische Realenzyklopädie 12 (1984), S. 5-14 (概述)
- Watson E. Mills: Galatians. Bibliographies for biblical research, New Testament series 9. Mellen Biblical Press, Lewiston u.a. 1999 ISBN 0-7734-2468-7

### 评论文献
- Dieter Lührmann: Der Brief an die Galater. Zürcher Bibelkommentare 7. Theol. Verl., Zürich 1978 ISBN 3-290-14722-3
- Hans Dieter Betz: Der Galaterbrief. Ein Kommentar zum Brief des Apostels Paulus an die Gemeinden in Galatien. Ein Hermeneia-Kommentar. Kaiser, München 1988 ISBN 3-459-01705-8
- Heinrich Schlier: Der Brief an die Galater. Kritisch-exegetischer Kommentar über das Neue Testament 7. Vandenhoeck & Ruprecht, Göttingen 15. Aufl. (6. Aufl. der Neubearb.) 1989 ISBN 3-525-51545-6
- Heiko Krimmer: Galaterbrief. Edition C, Bibelkommentare 13. Hänssler, Neuhausen-Stuttgart 4. Aufl. 1989 ISBN 3-7751-0578-6 (allgemeinverständlich, anwendungsorientiert)
- Joachim Rohde: Der Brief des Paulus an die Galater. Theologischer Handkommentar zum Neuen Testament 9. Neubearbeitung. Evang. Verlagsanst., Berlin 1989 ISBN 3-374-00464-4
- Richard N. Longenecker: Galatians. Word Biblical Commentary 41. Word Books, Waco u.a. 1990 ISBN 0-8499-0240-1
- Frank J. Matera: Galatians. Sacra pagina series 9. Liturgical Press, Collegeville, Minn. 1992 ISBN 0-8146-5811-3
- James D. G. Dunn: A Commentary on the Epistle to the Galatians. Black's New Testament Commentaries. A. & C. Black, London 1993 ISBN 0-7136-3425-1
- Hans Brandenburg: Der Brief des Paulus an die Galater. Wuppertaler Studienbibel.NT 10. Brockhaus, Wuppertal u.a. 1994 (allgemeinverständlich, anwendungsorientiert)
- Adolf Pohl: Der Brief des Paulus an die Galater. Wuppertaler Studienbibel.NT Ergänzungsfolge 9. Brockhaus, Wuppertal u.a. 1995 ISBN 3-417-25023-4 (allgemeinverständlich u. anwendungsbezogen)
- J. Louis Martyn: Galatians. A New Translation with Introduction and Commentary. The Anchor Bible 33A. Doubleday, New York u.a. 1997 ISBN 0-385-08838-8
- Jürgen Becker, Ulrich Luz: Die Briefe an die Galater, Epheser und Kolosser. Das Neue Testament deutsch 8,1. Vandenhoeck & Ruprecht, Göttingen 18. Aufl. 1998 ISBN 3-525-51340-2 (allgemeinverständlich)
- François Vouga: An die Galater. Handbuch zum Neuen Testament 10. Neuausg. Mohr, Tübingen 1998 ISBN 3-16-147002-8
- Franz Mußner: Der Galaterbrief. Herders theologischer Kommentar zum Neuen Testament 9. Herder, Freiburg i. Br. 2002 ISBN 3-451-16765-4
- Frederick Fyvie Bruce: The Epistle to the Galatians. A Commentary on the Greek Text. The New International Greek Testament Commentary. Eerdmans, Grand Rapids u.a. Reprint 2002 ISBN 0-85364-299-0
- L. Ann Jervis: Galatians. New International Biblical Commentary 9. New Testament Series. Hendrickson, Peabody 2. Aufl. 2002 ISBN 1-56563-506-X

### 经典解释
- 马丁·路德: Erklärung des Briefes St. Pauli an die Galater. 3个不同的文本分别出版自1519,年 1523年和1535年, in Auszügen herausgegeben vom Calwer Verlagsverein, Calw und Stuttgart 1894. Download eines Auszugs der Textfassung von 1535

### 专门研读
- Hermann Kleinknecht: Gemeinschaft ohne Bedingungen. Kirche und Rechtfertigung in Luthers großer Galaterbrief-Vorlesung von 1531. Calwer theologische Monographien B/7. Calwer Verl., Stuttgart 1981 ISBN 3-7668-0679-3
- James D. G. Dunn: The Theology of Paul's Letter to the Galatians. 新约神学，剑桥大学出版社, Cambridge u.a. 1993 ISBN 0-521-35127-8
- Cilliers Breytenbach: Paulus und Barnabas in der Provinz Galatien. Studien zu Apostelgeschichte 13f.; 16,6; 18,23 und den Adressaten des Galaterbriefes. AGJU 38. Brill, Leiden u.a. 1996 ISBN 90-04-10693-6
- Hans-Joachim Eckstein: Verheißung und Gesetz. Eine exegetische Untersuchung zu Galater 2,15-4,7. WUNT 86. Mohr, Tübingen 1996 ISBN 3-16-146426-5
- Markus Hintze: Bibelauslegung in der Postmoderne - postmoderne Bibelauslegung? Ein interdisziplinärer Versuch über die Bibelauslegung im Kontext der Postmodernediskussion und einer Beispielexegese von Gal 3,6-18. Tectum-Verl., Marburg 1997 ISBN 3-89608-763-0
- Michael Bachmann: Antijudaismus im Galaterbrief? Exegetische Studien zu einem polemischen Schreiben und zur Theologie des Apostels Paulus. NTOA 40. 大学出版社, 瑞士弗莱堡 u.a. 1999 ISBN 3-7278-1256-7
- Thomas Witulski: Die Adressaten des Galaterbriefes. Untersuchungen zur Gemeinde von Antiochia ad Pisidiam. FRLANT 193. Vandenhoeck & Ruprecht, Göttingen 2000 ISBN 3-525-53877-4
- Ruth Schäfer: Paulus bis zum Apostelkonzil. Ein Beitrag zur Einleitung in den Galaterbrief, zur Geschichte der Jesusbewegung und zur Pauluschronologie. WUNT II/179. Mohr Siebeck, Tübingen 2004 ISBN 3-16-148309-X

### 修辞学方面研究
- Verena Jegher-Bucher: Der Galaterbrief auf dem Hintergrund antiker Epistolographie und Rhetorik. Ein anderes Paulusbild. Abhandlungen zur Theologie des Alten und Neuen Testaments 78. Theol. Verl., Zürich 1991 ISBN 3-290-10817-1
- Philip H. Kern: Rhetoric and Galatians. Assessing an Approach to Paul's Epistle. MSSNTS 101. Cambridge Univ. Press, Cambridge u.a. 1998 ISBN 0-521-63117-3
- Dieter Kremendahl: Die Botschaft der Form. Zum Verhältnis von antiker Epistolographie und Rhetorik im Galaterbrief. NTOA 46. Vandenhoeck & Ruprecht, Göttingen u.a. 2000 ISBN 3-525-53946-0
- Mark D. Nanos (Hrsg.): The Galatians Debate. Contemporary Issues in Rhetorical and Historical Interpretation. Hendrickson Publ., Peabody, Mass. 2002 ISBN 1-56563-468-3
- D. Francois Tolmie: Persuading the Galatians. A Text-Centred Rhetorical Analysis of a Pauline Letter. WUNT II/190. Mohr Siebeck, Tübingen 2005 ISBN 3-16-148455-X
- Susanne Schewe: Die Galater zurückgewinnen. Paulinische Strategien in Galater 5 und 6. FRLANT 208. Vandenhoeck & Ruprecht, Göttingen 2005 ISBN 3-525-53072-2

### 阅读圣经
- 加拉太書（页面存档备份，存于）
- 加拉太书（页面存档备份，存于）